# Santa Rita de Jacutinga
Santa Rita de Jacutinga is een gemeente in de Braziliaanse deelstaat Minas Gerais. De gemeente telt 5.869 inwoners (schatting 2009).

## Aangrenzende gemeenten
De gemeente grenst aan Bom Jardim de Minas, Passa-Vinte, Rio Preto en Valença (RJ).